# جين بيتس
جين بيتس (بالإنجليزية: Gene Bates)‏ هو دراج أسترالي، ولد في 4 يوليو 1981 في إستيرلينغ في المملكة المتحدة.

## وصلات خارجية
- جين بيتس على موقع الاتحاد الدولي للدراجات (الإنجليزية)
- جين بيتس على موقع أرشيف الدراجات (الإنجليزية)
- جين بيتس على موقع إحصائيات الدراجات الإحترافية (الإنجليزية)
- جين بيتس على موقع نسبة الدراجات (الإنجليزية)